# Kula Kangri
Multe autorități spun că Kula Kangri este cel mai înalt munte din Bhutan, dar asta este un motiv de dispută din moment ce Kula Kangri se află în totalitate în TIbet. Prima ascensiune a fost făcută de o echipă combinată de Japonezi și Chinezi. Muntele ocupă două zone, a Munților Himalaya și a Munților Bhutan Himalaya.
Autoritățile chineze și japoneze spun că Vârful Gangkhar Puensum din apropiere este mai înalt și declară că Vârful Kula Kangri este în sau pe granița statului Bhutan.